# (119067) 2001 KP76
(119067) 2001 KP76, também escrito como (119068) 2001 KP76, é um objeto transnetuniano que está localizado no cinturão de Kuiper, uma região do Sistema Solar. Este objeto está em uma ressonância orbital de 04:07 com o planeta Netuno. o mesmo possui uma magnitude absoluta de 6,6 e, tem cerca de 153 km de diâmetro. Este corpo celeste é um sistema binário, o outro componente, o S/2008 (119067) 1, possui um diâmetro estimado em cerca de 146 km.

## Descoberta
(139775) 2001 QG298 foi descoberto no dia 23 de maio de 2001, por Marc W. Buie.

## Órbita
A órbita de (119067) 2001 KP76 tem uma excentricidade de 0.188, possui um semieixo maior de 43,485 UA e um período orbital de cerca de 287 anos. O seu periélio leva o mesmo a 35,184 UA do Sol e seu afélio a uma distância de 51,786 UA.